# Castelo de Vide
Castelo de Vide je historické městečko v Portugalsku, které se nachází v pohoří Serra de São Mamede v distriktu Portalegre. Nalézá se jen několik kilometrů od hranic se Španělskem.
Castelo de Vide bylo založeno již ve 13. století. Mezi jeho významné památky tak patří středověký hrad a pozdější opevnění (ze 17. stol.). Katolický kostel zasvěcený Panně Marii vznikl ještě o století později.
Pravděpodobně již od 14. století však v městečku existovala také židovská čtvrť. Nachází se v ní synagoga v Castelo de Vide. Kromě oddělených prostor pro muže a ženy v ní byla také místnost zřejmě využívaná jako škola.

## Osobnosti
- Garcia de Orta (1501/1502–1568) – židovský lékař, průkopník tropické medicíny

## Vývoj počtu obyvatel
| 1801  | 1849  | 1900  | 1930  | 1960  | 1981  | 2004  |
| 7 006 | 6 031 | 6 614 | 6 837 | 6 538 | 4 187 | 3 780 |